# Elzéar Dufour
Elzéar Dufour (19 décembre 1862 - 18 novembre 1911) est un homme d'Église catholique romaine québécois.

## Biographie
Elzéar Dufour est né le 19 décembre 1862 à Saint-Arsène au Québec,. Par la suite, il demeurt à Rimouski avec sa famille. De 1873 à 1883, il effectue ses études classiques au séminaire de Rimouski, puis, de 1883 à 1887, ses études théologiques au grand séminaire de Rimouski.
Le 27 février 1887, il est ordonné prêtre par l'évêque Jean Langevin au séminaire de Rimouski,. Le 2 mars 1887, il est nommé vicaire à Matane,. Le 15 septembre 1888, il est nommé au séminaire de Rimouski où il est professeur de rhétorique et membre de la Corporation du Séminaire à partir du 3 septembre 1889,. Le 5 septembre 1891, il est nommé missionnaire à Cloridorme en Gaspésie,. Le 28 mai 1894, il est délégué à Rivière-Madeleine afin de choisir le site d'une chapelle. Le 28 septembre suivant, il bénit la chapelle de Grande-Vallée. Le 23 octobre 1896, il est nommé président de la Conférence ecclésiastique (no).
Le 7 septembre 1896, il est nommé curé de Saint-Damase dans La Matapédia au Bas-Saint-Laurent,. Le 10 septembre 1898, il est nommé curé de la paroisse Saint-Norbert de Cap-Chat,. En 1903, il fonde un couvent pour les Filles-de-Jésus. Le 29 décembre 1909, il est nommé président de la Conférence ecclésiastique (no). Il meurt à Cap-Chat le 18 novembre 1911,,.

## Annexe